# Buffalo, South Dakota
Buffalo är administrativ huvudort i Harding County i South Dakota. Enligt 2020 års folkräkning hade Buffalo 346 invånare.